# Fujimi
Fujimi (富士見市?, Fujimi-shi) è una città giapponese della prefettura di Saitama.